# Park Sung-soo
Dans ce nom coréen, le nom de famille, Park, précède le nom personnel.
Park Sung-soo (né le 19 mai 1970) est un archer sud-coréen.

## Biographie
Park Sung-soo dispute les Jeux olympiques d'été de 1988 se tenant à Séoul. Il remporte la médaille d'argent de l'épreuve individuelle et est sacré champion olympique par équipe avec Chun In-soo et Lee Han-sup.